# Suite Holberg
La Suite Holberg, Op. 40, cuyo título original es "Suite de la época de Holberg" (en noruego: Fra Holbergs tid), subtitulada "Suite al viejo estilo" (en noruego: Suite i gammel stil), es una suite de cinco movimientos basada en formas de la danza barroca, compuesta por Edvard Grieg en 1884 para celebrar el segundo centenario del nacimiento del escritor Ludvig Holberg.
Es un ejemplo de la música del siglo XIX que hacía uso de estilos y formas del siglo anterior. Puede ser comparada con la obra de Franz Liszt Évocation à la Chapelle Sixtine, S.360 (1862) y con otras obras posteriores del neoclasicismo musical del siglo XX.

## Movimientos
Los movimientos de esta suite son los siguientes:
1. Praeludium (Allegro vivace)
2. Sarabande (Andante)
3. Gavotte (Allegretto)
4. Air (Andante religioso)
5. Rigaudon (Allegro con brio)

La Suite Holberg se compuso originalmente para piano, pero un año más tarde fue adaptada para orquesta de cuerda. La suite se compone de una introducción y un conjunto de danzas. Se trata de uno de los primeros ensayos neoclasicistas, un intento de los varios que hubo en tiempos de Grieg de remedar la música de la época de Holberg.
Aun cuando no es tan famosa como Peer Gynt, interpretada normalmente dividida en dos suites, muchos críticos la estiman de igual mérito.